# Perego
Perego é uma comuna italiana da região da Lombardia, província de Lecco, com cerca de 1.586 habitantes. Estende-se por uma área de 4 km², tendo uma densidade populacional de 397 hab/km². Faz fronteira com Missaglia, Montevecchia, Rovagnate, Sirtori.

## Demografia
| Variação demográfica do município entre 1861 e 2011                               |
|                                                                                   |
| Fonte: Istituto Nazionale di Statistica (ISTAT) - Elaboração gráfica da Wikipedia |